# مركز حماية الصحة
مركز الرعاية الصحية هو وكالة تابعة لوزارة الصحة في هونغ كونغ مسؤول عن الوقاية من الأمراض ومكافحتها، ويلعب مركز الحماية الصحية دورًا ووظائفًا مماثلة لوظائف مراكز السيطرة على الأمراض في الولايات المتحدة والمركز الأوروبي للوقاية من الأمراض ومكافحتها في الاتحاد الأوروبي.

## التاريخ
تأثرت هونغ كونغ عام 2003 بشدة من تفشي متلازمة الجهاز التنفسي الحادة الوخيمة «سارس» المرض الي تسبب بوفاة 299 شخص.
جاء على اثرها دعوات لاجراء بحوث مستقلة لفحص أداء النظام الصحي في مواجهة الوباء.
في 14 يونيو 2003، ميشيل ماك ممثل دائرة الخدمات الصحية اشار في اقتراح غير الزامي داخل لجنة الخدمات الصحية في المجلس التشريعي يدعو فيه إلى تشكيل لجنة مختارة للتحقيق مع المسؤولين الحكوميين والمديرين التنفيذيين لهيئة المستشفيات، وعلق ماك قائلاً إن تفشي مرض «سارس» قد كشف عن نقاط ضعف إدارية وسياسية وذكر، «آمل أنه عندما يحدث تفشي مماثل في المستقبل، الا نجد أنفسنا في مثل هذه الفوضى مرة أخرى».
تم تجاوز الاقتراح بالإجماع، حيث انسحب جميع المشرعين الموالين للحكومة باستثناء واحد.
في 15 يونيو 2003 أطلق الرئيس التنفيذي تونغ تشي هوا تحقيقا بقيادة الحكومة يأمر وزير الصحة والرعاية والغذاء بتعيين لجنة مراجعة تضم خبراء محليين وأجانب.
تم الإعلان عن عضوية لجنة خبراء «السارس» في 28 يونيو 2003. وقد قدم الرئيسان المشاركان للجنة سير سيريل شانتلر وسيان جريفيثس التقرير النهائى للجنة في 2 أكتوبر 2003
كانت إحدى التوصيات الواردة في التقرير إنشاء مركز الحماية الصحية المكلف بمكافحة الأمراض المعدية، والمراقبة، والتخطيط للأوبئة، والتنسيق في حالة تفشي الامراض ، وقد رحب بهذا الاقتراح خبراء الطب في هونج كونج.
تولى نائب مدير الصحة ليونغ باك يين منصب أول مراقب في مركز الحماية الصحي في 1 نيسان 2004. تم دعم العمليات الأولية للمركز عن طريق تبرعات بقيمة 500 مليون دولار من نادي جوكي في هونج كونج.
وقد بدأ المركز عمله رسميًا في 1 يونيو 2004

## الأقسام
يضم المركز سبعة أقسام:
- فرع الأمراض المعدية
- فرع الاستجابة للطوارئ وإدارة البرامج
- فرع تعزيز الصحة
- فرع مكافحة العدوى
- فرع الأمراض غير المعدية
- فرع خدمات مختبرات الصحة العامة
- فرع خدمات الصحة العامة

## الإدارة
1. د.ليونغ باك ين من 1 يونيو 2004 إلى 28 فبراير 2007
2. د. توماس تسانغ هو-فاي من 1 مارس2007 إلى 28 ديسمبر 2012
3. د. ليونج تينج هونج من 29 ديسمبر 2012 إلى 7 نوفمبر 2016
4. دكتور وونغ كا هينغ وهو المدير الحالي منذ 8 نوفمبر 2016

## المهام
يتعامل مركز الرعاية الصحية مع العديد من القضايا المتعلقة بالصحة بما في ذلك:
- الاستجابة الطارئة
- علم الأوبئة
- مكافحة العدوى
- الصحة العامة